# 王国与城堡
《王国与城堡》是一款由Lion Shield开发的城市建造游戏。2017年7月20日，发布于Linux、macOS和Windows平台。在游戏中，玩家需要建造一座中世纪王国并扩张其规模，同时还需要设法抵御恶龙及维京人的侵扰。该游戏发布后，所获评价褒贬不一。

## 玩法
《王国与城堡》是城市建设游戏，以中世纪为背景。玩家首先需要在游戏中的一个岛屿上建造一座城堡，需要将其放置在肥沃的土地或铁矿等资源旁边。玩家拥有有限数量的农民，能建造更多房屋来增加农民数量可以。农民可从事农业、建筑和木材收集等工作。农民会消耗食物，而食物则需要通过建造农场和储存食物的粮仓来获取。此外玩家还可以建造育林屋和采石场，其中采石场可以收集用于建造更高级房屋的石材。随着王国的发展，玩家可以开始向农民征税以获得金币，这些金币可用于支付工人工资和解锁新类型的建筑。
王国里会定期发生灾难，例如每年冬天结束未收货的庄稼都会腐烂，雷击会引发火灾，有时也会有瘟疫爆发。此外龙、维京人和食人魔等敌人也会袭击王国，玩家能建造防御工事并招募士兵来抵御这些威胁。
如果开启AI控制的其他王国，玩家可以通过外交官与之互动。能与之结盟并进行商品贸易，或通过向其发动战争以扩大本国领地。

## 开发与发行
《王国与城堡》由Lion Shield开发，其灵感来自《模拟城市》、《放逐之城》和《要塞》。游戏在众筹网站Fig集資，目标筹集15,000美元，最終共筹得超过108,000美元。该游戏于2017年7月20日发布Linux、macOS和Windows平台的版本。而Xbox One和Xbox Series X/S平台的主机版则于2023年12月1日由BlitWorks发行。随后BlitWorks又于2024年3月21日发布PlayStation 4和PlayStation 5版。

## 反响
根据评论汇总网站Metacritic，《王国与城堡》评价“褒贬不一”。Rock, Paper, Shotgun編輯格雷厄姆·史密斯（Graham Smith）称赞游戏的艺术风格，并认为游戏玩法不如其他城市建设游戏复杂。《PC Gamer》編輯克里斯托弗·利文斯顿（Christopher Livingston）称喜欢看建筑物建造的过程，但认为游戏缺乏明显的“深度”，不过总体上感觉“非常有趣”。Kotaku編輯卢克·普伦基特（Luke Plunkett）则表示他“迷上了”建造建筑物，并认为游戏通过牺牲了复杂性以使其更易上手。